# Bonnemazon
Bonnemazon é uma comuna francesa na região administrativa de Occitânia, no departamento dos Altos Pirenéus. Estende-se por uma área de 5 km², Em 2010 a comuna tinha 67 habitantes (densidade: 13,4 hab./km²)..